# モキシフロキサシン

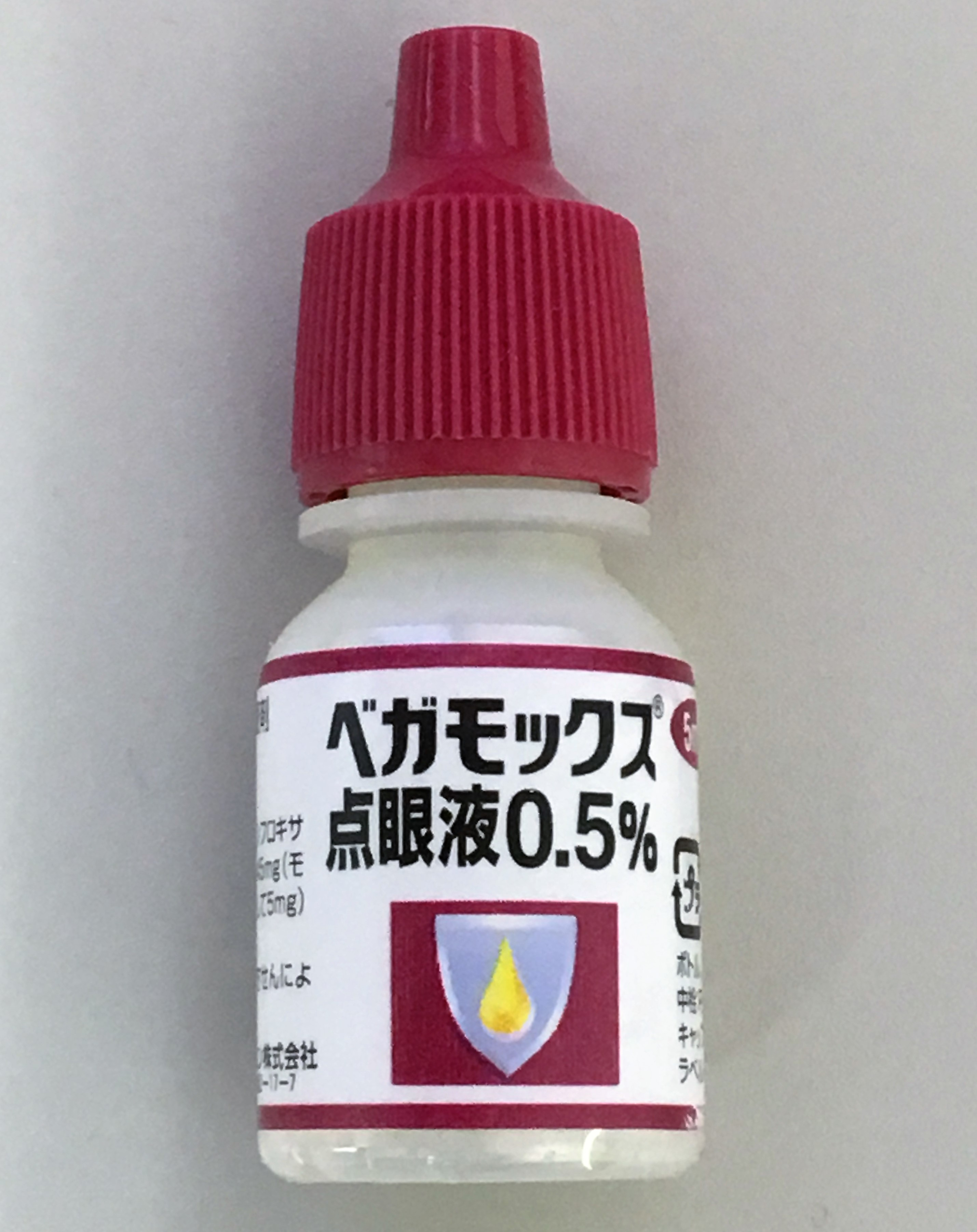
ベガモックス点眼薬

モキシフロキサシン (Moxifloxacin) は、第IIIa世代キノロン系抗菌薬のひとつ。商品名はアベロックス、点眼薬としてベガモックスがある。

## 販売
ドイツの製薬メーカーバイエルが開発し、かつて日本では塩野義製薬が販売していた。2010年7月1日より、バイエル薬品の日本法人が製造販売している。また、富士フイルムファーマが販売元として医薬品添付文書に記載されている。
点眼薬として商品名ベガモックスで、アルコンが販売しており、日本ではノバルティスファーマ傘下アルコンファーマが取り扱っている。

## 特徴
PK/PD理論から一日一回内服投与として発売された。また、レスピラトリーキノロンとして当初発売されたが、適応症を皮膚感染症・外傷/熱傷の二次感染に対しても取得している。点眼薬としては1日3回の点眼となる。点眼薬には等張化剤、pH調節剤が添加されている。

## 適応症
- 表在性皮膚感染症、深在性皮膚感染症、外傷・熱傷及び手術創等の二次感染、咽頭・喉頭炎、扁桃炎、急性気管支炎、肺炎、慢性呼吸器病変の二次感染、副鼻腔炎
- 眼瞼炎、涙嚢炎、麦粒腫、結膜炎、瞼板腺炎、角膜炎（角膜潰瘍を含む）、眼科周術期の無菌化療法